# Piotr Barciński
Piotr Barciński (ur. 11 marca 1941 w Cuminie) – polski polityk, rolnik, poseł na Sejm I kadencji.
Posiada wykształcenie zasadnicze zawodowe, ukończył w 1963 szkołę przysposobienia rolniczego w Zaborowie. Prowadzi indywidualne gospodarstwo rolne w Brześciach Małych. W latach 1991–1993 był posłem na Sejm I kadencji, wybranym z listy Polskiego Stronnictwa Ludowego w okręgu ciechanowsko-łomżyńsko-ostrołęckim. W Sejmie pracował w Komisji Odpowiedzialności Konstytucyjnej oraz Komisji Polityki Społecznej. Pozostał działaczem PSL, z ramienia tej partii w 2006 ubiegał się bezskutecznie o mandat radnego sejmiku mazowieckiego.